# Piet Bongaarts

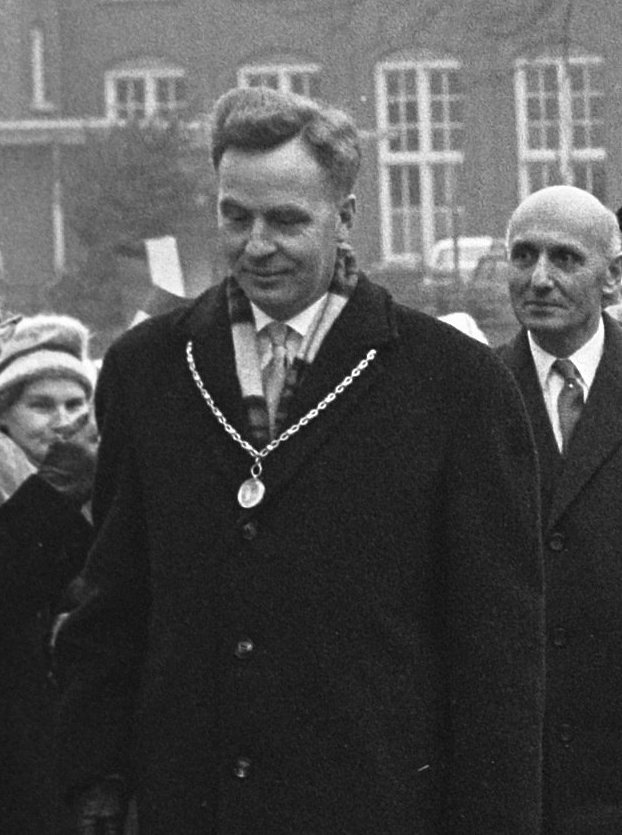
Burgemeester P.H. Bongaarts (1963)

Peter Hubertus (Piet) Bongaarts (Beesel, 13 september 1916 – Heel, 28 april 1997) was een Nederlands politicus van de KVP en DS'70.
Tijdens de Tweede Wereldoorlog behoorde hij tot de gijzelaars van Sint-Michielsgestel. In september 1946 werd Bongaarts de burgemeester van de gemeente Heel  en  Panheel. Na 35 jaar burgemeesterschap ging hij daar in oktober 1981 met pensioen. Bongaarts overleed in 1997 op 80-jarige leeftijd.